# Frank Hartmann (Fußballspieler, September 1960)
Frank Hartmann (* 27. September 1960 in Koblenz) ist ein ehemaliger deutscher Fußballspieler.

## Karriere
Frank Hartmann wuchs in Binningen in der Eifel auf und begann mit 9 Jahren beim benachbarten SV Forst mit dem Vereinsfußball. Mit 12 wechselte er zum TuS Treis-Karden. In der Folgezeit wurde er zunächst in die Kreis-Auswahl und später in die Rheinland-Auswahl berufen.
Als 17-Jähriger wurde er vom 1. FC Köln verpflichtet, wo er anfangs in der A-Jugend spielte, aber bereits mit der Profimannschaft trainierte. Nach einer Beamtenausbildung bei der Deutschen Bundesbahn absolvierte er in dieser Zeit eine Lehre zum Bürokaufmann. Am 23. August 1980 gab er sein Debüt in der Bundesliga. Er kam fortan immer häufiger zum Einsatz, verlor später aber zeitweise wieder seinen Stammplatz. Sein wichtigstes Tor für den FC erzielte er 1983 im Halbfinale des DFB-Pokals, als er gegen den VfB Stuttgart in der 82. Minute zum 2:2 traf und damit die Verlängerung erzwang, in der dann Paul Steiner das 3:2 und damit das Siegtor erzielte. Im Finale besiegte der FC den Lokalrivalen Fortuna.
Nach seiner Zeit bei den „Geißböcken“ gelang es ihm beim FC Schalke 04, dem 1. FC Kaiserslautern und der SG Wattenscheid 09 jeweils schnell, sich einen Stammplatz zu erkämpfen. Bei diesen Vereinen reifte er auch zum Führungsspieler. 1993 beendete er seine Spielerkarriere nach anhaltenden Knieproblemen und übernahm das Traineramt bei der SpVgg EGC Wirges. Nachdem die SG Wattenscheid 09 in der Saison 1993/94 im Abstiegskampf ihren Trainer Hannes Bongartz entlassen hatte, übernahm Hartmann dessen Posten. Es gelang ihm jedoch nicht, den Abstieg abzuwenden.
Hartmann ist einer der wenigen Spieler, denen es gelang, fünf Tore in einem Bundesligaspiel zu erzielen. Dies gelang ihm im November 1986 beim Heimspiel des 1. FC Kaiserslautern – ausgerechnet gegen seinen ehemaligen Arbeitgeber Schalke 04 (Endstand 5:1 für den FCK).
Im Anschluss an seine Karriere als aktiver Fußballer studierte er Sportlehramt mit dem Schwerpunkt Verwaltung und Freizeit an der Europäischen Sportakademie in Trier. Es schloss sich eine Tätigkeit im pädagogischen Bereich beim Bildungswerk des Landessportbundes Rheinland-Pfalz in Treis-Karden an, die er bis heute ausübt.
Seit dem Jahr 2000 ist Hartmann Vorsitzender des SV Binningen aus Binningen (Eifel). Als Trainer war er noch u. a. für die Vereine FV Engers 07, TuS Montabaur, SG Dörbach/Dreis, SG Eintracht Lahnstein und SG Müden-Moselkern tätig. Im Oktober 2013 wurde Hartmann als neuer Leiter des Nachwuchsleistungszentrums der TuS Koblenz vorgestellt. Er wird dort neben seiner langjährigen Tätigkeit für das Bildungswerk des Landessportbundes Rheinland-Pfalz tätig sein. Hartmann ist zudem als Spielervermittler für den U23 Bereich der Pro Profil GmbH tätig.
Hartmann ist verheiratet und hat drei Kinder.

### Statistik
| Liga          | Spiele (Tore) |
| ------------- | ------------- |
| Bundesliga    | 300 (64)      |
| 2. Bundesliga | 017 0(1)      |
| Wettbewerb    |               |
| Europapokal   | 013 0(0)      |
| DFB-Pokal     | 026 0(8)      |

### Erfolge
- 1982 Deutscher Vize-Meister
- 1983 DFB-Pokal-Sieger
- 1985 Deutscher Vize-Meister
- 1990 DFB-Pokal-Sieger (2 Einsätze, beim Titelgewinn nicht mehr beim 1. FC Kaiserslautern)